# Gustav Bartholomäus
Gustav Bartholomäus (* 6. April 1924 in Albungen; † 30. Januar 2009 in Vordorf) war ein Offizier in der Kriegsmarine der Wehrmacht und der Bundesmarine. In seiner letzten Verwendung war er als Flottillenadmiral Amtschef des Personalstammamtes der Bundeswehr.

## Militärischer Werdegang

### Wehrmacht
Bartholomäus trat am 1. Juni 1942 als Seeoffizieranwärter und Angehöriger der Crew VI/42 bei der 7 Schiffstammabteilung in die Wehrmacht ein. Nach erfolgter U-Boot-Ausbildung im November 1943 war er ab Juni 1944 als Wachoffizier auf V 1612 der 16. Vorpostenflottille eingesetzt. Im April 1945 wurde er Kommandant der 8. Sicherungsflottille in Kopenhagen. Dort geriet er bei Kriegsende in Kriegsgefangenschaft, aus der er im November 1945 entlassen wurde. Während dieser Zeit war er Kommandant eines Minensuchbootes der 36. Minensuchflottille der GMSA. Bartholomäus wurde im Februar 1945 mit dem Kriegsabzeichen für Minensuch-, U-Boot-Jagd- und Sicherungsverbände ausgezeichnet.

### Bundeswehr
Bartholomäus trat als Oberleutnant zur See am 1. August 1956 in die Bundeswehr ein. In seiner ersten Verwendung war er Wachoffizier und Kommandant auf einen Minensuchboot, ehe er im Juni 1959 Lehroffizier an der Marinefernmeldeschule wurde. Anfang des Jahres 1961 wurde er zur Dienstleistung ins Marinefernmeldekommando kommandiert, bevor er im Juni 1961 zum Sekretär der European Naval Communication Agency ernannt wurde. Am Anschluss an diese Verwendung wurde Bartholomäus im Juli 1964  als Stabsoffizier für Fernmeldewesen ins Flottenkommando versetzt. Im April 1966 wurde er als Erster Offizier auf der Fregatte Karlsruhe eingesetzt, ehe er im Oktober 1967 Lehrgruppenkommandeur an der Marinefernmeldeschule wurde. Ab April 1970 folgten ministerielle Verwendungen in der Abteilung Personal: zunächst Hilfsreferent bei P V 2, dann ab April 1971 als Referent bei P V 1 und schließlich ab April 1975 als Unterabteilungsleiter P V. Mit der Beförderung zum Flottillenadmiral am 1. Oktober 1980 wurde er Amtschef des Personalstammamtes der Bundeswehr. Er wurde zum 30. September 1984 in den Ruhestand versetzt.

## Zivilleben
Nach der Entlassung aus der Kriegsgefangenschaft absolvierte Bartholomäus ab November 1945 eine Lehre als Landwirtschaftshelfer, dem sich ab November 1949 ein Besuch der höheren Landbauschule in Witzenhausen anschloss. Ab Oktober 1950 war er bis zum Eintritt in die Bundeswehr als Landwirt in Albungen selbstständig tätig. Am 9. September 1981 wurde ihm das Verdienstkreuz Erster Klasse des Verdienstorden der Bundesrepublik Deutschland verliehen.